# Leányvágyak
A Leányvágyak (eredeti angol címe The Sisters) 1938-ban bemutatott fekete-fehér amerikai film. Rendezte Anatole Litvak, a főszerepben Bette Davis és Errol Flynn.
Magyarországon 1939. február 16-án mutatták be.

## Cselekménye
Egy amerikai kisvárosban Silver Townban (vagy Silver Bow-ban) a helyi patikus és patikusné, Ned és Rose Elliott lányai elhagyni készülnek a szülői házat. A legidősebb lány, Louise az 1804-es elnökválasztáskor rendezett bálon beleszeret egy San Franciscó-i sporttudósítóba, Frank Medlinbe, majd szülei akarata ellenére titokban feleségül megy hozzá és elszökik vele San Franciscóba. Helen a milliomos özvegy Sam Johnsonnal köt házasságot, aki elviszi Londonba, Grace pedig Tom Knivelt, a helyi bankár fiát választja.
Louise szerelemből ment férjhez, de házassága nem bizonyul boldognak. Frank sporttudósitóként nehezen érvényesül és amikor elveszti állását, tengerésznek elszerződve próbál szerencsét, egy induló hajón búcsú nélkül hagyja el a várost. A nagy San Franciscó-i földrengés hírére azonban vissza akar térni feleségéhez, ám nem sikerül partra érnie. Louise a földrengés idején eltűnt. Hetekkel később vidéken akad rá korábbi munkaadója, William Benson, aki szereti az asszonyt, de Louise hű marad férjéhez.
Három évvel később Silver Townban újra együtt van a család. A következő elnökválasztási bálra készülnek, amikor Frank váratlanul felbukkan a kisvárosban. Feladta ábrándjait és visszatér az őt még most is szerető Louise-hoz.

## Szereplők
- Errol Flynn – Frank Medlin
- Bette Davis – Louise Elliott Medlin
- Anita Louise – Helen Elliott Johnson
- Jane Bryan – Grace Elliott Knivel
- Ian Hunter – William Benson
- Donald Crisp – Tim Hazelton
- Beulah Bondi – Rose Elliott
- Henry Travers – Ned Elliott
- Alan Hale – Sam Johnson
- Dick Foran – Tom Knivel
- Patric Knowles – Norman French
- Lee Patrick – Flora Gibbon
- Laura Hope Crews – Flora anyja
- Janet Shaw – Stella Johnson
- Harry Davenport – Doc Moore
- Ruth Garland – Laura Bennett
- John Warburton – Anthony Bittick
- Paul Harvey – Caleb Ammon
- Mayo Methot – Szőke
- Irving Bacon – Robert Forbes
- Arthur Hoyt – Tom Selig

A stáblistán nincs feltüntetve: Susan Hayward – telefonkezelő, Stanley Fields – hajóskapitány, és mások.